# Closterium lunula
Closterium lunula  là một loài Song tinh tảo trong họ Desmidiaceae, thuộc chi Closterium.